# Aisha Duo
Aisha Duo is een Italiaans jazzduo bestaande uit Andrea Dulbecco en Luca Gusella. Hun samenwerking begon al toen ze dezelfde opleiding volgden aan het conservatorium te Milaan.
Het begrip "Aisha" is een Arabische vrouwelijke naam die "levend" betekent. Twee van hun nummers, "Amanda" en "Despertar" zaten standaard meegeleverd op elke computer waarop Windows Vista geïnstalleerd wordt. "Amanda" werd ook gebruikt in de game The Sims 2 uit 2004.
Marco Decimo en Glen Velez werkten mee aan Aisha Duo's album Quiet Songs.

## Discografie
- Quiet Songs (ObliqSound, 2005)